# August Karl von Goeben
August Karl Friedrich Christian von Goeben (10 décembre 1816 à Stade ; † 13 novembre 1880 à Coblence) est un général prussien.

## Biographie

### Début de carrière militaire en Espagne
Né en Brême-et-Verden, August Karl von Goeben s’engage à l'âge de dix-sept ans dans l’armée prussienne, dans le 24e régiment d'infanterie. Il participe à la première guerre carliste, une guerre civile qui s'étira de 1833 à 1846 en Espagne. Rentré en Prusse en 1840 avec le grade espagnol de lieutenant-colonel, le jeune von Goeben réintègre l'armée prussienne, avec le grade de sous-lieutenant.

### Sous les ordres de von Moltke
En 1855, il sert à l’État-major du 4e corps d'armée, avec le grade de lieutenant-colonel, sous les ordres de von Moltke. Les deux hommes deviennent vite amis, et leur estime mutuelle ne sera jamais prise en défaut.
En 1858, von Goeben prend la tête de l’État-major de la 8e corps d'armée avec le grade de colonel. En 1860, il prend part à la bataille de Tétouan au Maroc aux côtés des troupes espagnoles. Au cours de la guerre des Duchés, il commande une brigade à Rackebull et Sønderborg. Promu Generalleutnant en 1865, von Goeben commande la 13e division d'infanterie pendant la guerre austro-prussienne.

### Guerre de 1870
Au début de la guerre franco-allemande de 1870, il est commandant en chef du 8e corps d'armée, qui se bat à Forbach, puis à Gravelotte. Sous les ordres de Manteuffel, le 8e corps d'armée se bat ensuite à Amiens, à Pont-Noyelles et Bapaume. Enfin, le 9 janvier 1871, von Goeben prend le commandement de la 1re armée (de) allemande qui se bat victorieusement à Saint-Quentin. August Karl von Goeben resta à la tête du 28e régiment d'infanterie jusqu'à sa mort en 1880.

## Hommage et distinctions
- Le 6 juin 1871, il est décoré grand-croix de l'ordre de la croix de fer, la plus haute distinction prussienne avant 1870.

Hommage posthume à l'ancien général :
- le 28e régiment d'infanterie, est nommé en son honneur ;
- l'ancien fort de Queuleu, à Metz, fut baptisé « Goeben » en son honneur ;
- de même le croiseur de bataille, SMS Goeben.